# Kōnstantinos Loudīs
Kōnstantinos Loudīs, detto Kōstas (in greco Κώνσταντινος "Κώστας" Λούδης?; Salonicco, 24 marzo 1969), è un ex pallanuotista e allenatore di pallanuoto greco.

## Biografia
Cresciuto nella squadra di pallanuoto del PAOK Salonicco, polisportiva della sua città natale, ha poi giocato in tre squadre ateniesi (Olympiakos, Panathīnaïkos e Panionios). Al Panionios è approdato nel 2002, su forte pressione dell'allora presidente Iordani Apostolidi.

Nel 2007, all'età di 38 anni, si è ritirato dall'attività agonistica: è divenuto subito allenatore del Panionios ed il suo maggior traguardo finora è stato la finale di Coppa LEN nella stagione 2008-2009.
Con la Nazionale ha preso parte a quattro Giochi olimpici, l'ultimo dei quali nel 2004 ad Atene: qui è stato capitano della Nazionale allenata da Sandro Campagna Ha anche vinto un argento nella Coppa del Mondo del 1997 ed un bronzo nella World League del 2004, oltre a due bronzi ai Giochi del Mediterraneo.
È ufficiale del Limeniko Soma, la Guardia costiera greca, al pari di Georgios Reppas, suo ex compagno di Nazionale ed attuale giocatore della squadra da lui allenata. È sposato ed ha due figlie, Anastasia ed Evangelia.